# Liste des jardins portant le label Jardin remarquable en Nouvelle-Aquitaine
Cet article recense les jardins possédant le label « jardin remarquable » en Nouvelle-Aquitaine, en France.
Au début 2024, la région compte 64 jardins ainsi labellisés.

## Liste
| Jardin                                            | Département          | Commune                  | Année | Coordonnées                 | Photo |
| ------------------------------------------------- | -------------------- | ------------------------ | ----- | --------------------------- | ----- |
| Jardin du Chaigne                                 | Charente             | Bellevigne               | 2011  | 45° 32′ 51″ N, 0° 08′ 04″ O |       |
| Parc et jardin de l'Abrègement                    | Charente             | Bioussac                 | 2008  | 46° 01′ 43″ N, 0° 16′ 48″ E |       |
| Jardins du logis de Forge                         | Charente             | Mouthiers-sur-Boëme      | 2004  | 45° 33′ 03″ N, 0° 07′ 42″ E |       |
| Jardin de Vie                                     | Charente-Maritime    | Celles                   | 2013  | 45° 36′ 19″ N, 0° 22′ 21″ O |       |
| Jardin du Riollet                                 | Charente-Maritime    | Le Chay                  | 2020  | 45° 38′ 41″ N, 0° 54′ 10″ O |       |
| Jardin de Pomone                                  | Charente-Maritime    | Essouvert                | 2011  | 45° 59′ 06″ N, 0° 32′ 12″ O |       |
| Jardins du phare de Chassiron                     | Charente-Maritime    | Saint-Denis-d'Oléron     | 2008  | 46° 02′ 11″ N, 1° 23′ 25″ O |       |
| Les Fontaines Bleues du château de Beaulon        | Charente-Maritime    | Saint-Dizant-du-Gua      | 2006  | 45° 26′ 02″ N, 0° 42′ 16″ O |       |
| Jardins de la Boirie                              | Charente-Maritime    | Saint-Pierre-d'Oléron    | 2006  | 45° 56′ 36″ N, 1° 17′ 19″ O |       |
| Jardins de La Roche Courbon                       | Charente-Maritime    | Saint-Porchaire          | 2004  | 45° 49′ 04″ N, 0° 47′ 39″ O |       |
| Jardins de Sothys                                 | Corrèze              | Auriac                   | 2017  | 45° 12′ 05″ N, 2° 08′ 31″ E |       |
| Arboretum Al Gaulhia                              | Corrèze              | Espartignac              | 2017  | 45° 23′ 39″ N, 1° 35′ 30″ E |       |
| Jardin des Bois                                   | Corrèze              | Latronche                | 2023  | 45° 18′ 23″ N, 2° 15′ 24″ E |       |
| Parc arboretum de Neuvic d'Ussel                  | Corrèze              | Neuvic                   | 2008  | 45° 23′ 00″ N, 2° 16′ 20″ E |       |
| Jardin d'Arsac                                    | Corrèze              | Saint-Fréjoux            | 2015  | 45° 32′ 29″ N, 2° 23′ 34″ E |       |
| Parc agricole et paysager du Chédal               | Corrèze              | Ségur-le-Château         | 2015  | 45° 25′ 55″ N, 1° 18′ 09″ E |       |
| Jardin Val Maubrune                               | Creuse               | La Brionne               | 2015  | 46° 09′ 29″ N, 1° 47′ 30″ E |       |
| Jardin arboretum de la Sédelle                    | Creuse               | Crozant                  | 2020  | 46° 21′ 41″ N, 1° 36′ 26″ E |       |
| Jardin Lacore                                     | Creuse               | Saint-Pardoux-d'Arnet    | 2023  | 45° 51′ 48″ N, 2° 20′ 51″ E |       |
| Jardin des bambous de Planbuisson                 | Dordogne             | Le Buisson-de-Cadouin    | 2006  | 44° 50′ 54″ N, 0° 54′ 18″ E |       |
| Parc du domaine de Campagne                       | Dordogne             | Campagne                 | 2018  | 44° 54′ 26″ N, 0° 58′ 01″ E |       |
| Jardins de Cadiot                                 | Dordogne             | Carlux                   | 2018  | 44° 52′ 30″ N, 1° 21′ 32″ E |       |
| Jardins d'eau de Saint-Rome                       | Dordogne             | Carsac-Aillac            | 2012  | 44° 49′ 42″ N, 1° 16′ 36″ E |       |
| Parc du château des Milandes                      | Dordogne             | Castelnaud-la-Chapelle   | 2018  | 44° 49′ 36″ N, 1° 07′ 04″ E |       |
| Jardin de l'Albarède                              | Dordogne             | Domme                    | 2006  | 44° 48′ 08″ N, 1° 12′ 53″ E |       |
| Jardins du château de Hautefort                   | Dordogne             | Hautefort                | 2004  | 45° 15′ 32″ N, 1° 08′ 31″ E |       |
| Jardin du château de Montréal                     | Dordogne             | Issac                    | 2004  | 45° 01′ 19″ N, 0° 27′ 30″ E |       |
| Jardins de la chartreuse du Colombier             | Dordogne             | Paunat                   | 2015  | 44° 53′ 06″ N, 0° 51′ 34″ E |       |
| Jardins du château de Caudon                      | Dordogne             | Saint-Cybranet           | 2007  | 44° 47′ 30″ N, 1° 09′ 37″ E |       |
| Arboretum des Pouyouleix                          | Dordogne             | Saint-Jory-de-Chalais    | 2021  | 45° 28′ 24″ N, 0° 53′ 18″ E |       |
| Jardin d'Hélys-Œuvre                              | Dordogne             | Saint-Médard-d'Excideuil | 2013  | 45° 20′ 26″ N, 1° 04′ 33″ E |       |
| Jardins du manoir d'Eyrignac                      | Dordogne             | Salignac-Eyvigues        | 2004  | 44° 56′ 21″ N, 1° 18′ 55″ E |       |
| Jardins de l'Imaginaire                           | Dordogne             | Terrasson-Lavilledieu    | 2004  | 45° 07′ 36″ N, 1° 18′ 13″ E |       |
| Jardins du château de Losse                       | Dordogne             | Thonac                   | 2004  | 45° 01′ 19″ N, 1° 06′ 09″ E |       |
| Jardins de Sardy                                  | Dordogne             | Vélines                  | 2004  | 44° 51′ 32″ N, 0° 06′ 41″ E |       |
| Jardins de Marqueyssac                            | Dordogne             | Vézac                    | 2004  | 44° 50′ 06″ N, 1° 10′ 06″ E |       |
| Parc de Majolan                                   | Gironde              | Blanquefort              | 2010  | 44° 55′ 24″ N, 0° 38′ 05″ O |       |
| Jardin millésimé du château Haut-Brion            | Gironde              | Léognan                  | 2020  | 44° 44′ 00″ N, 0° 34′ 51″ O |       |
| Jardin du Fond de l'or                            | Gironde              | Lugon-et-l'Île-du-Carnay | 2008  | 44° 57′ 24″ N, 0° 21′ 15″ O |       |
| Jardin du château du Pierrail                     | Gironde              | Margueron                | 2020  | 44° 46′ 15″ N, 0° 16′ 05″ E |       |
| Jardin de Siaurac                                 | Gironde              | Néac                     | 2015  | 44° 56′ 29″ N, 0° 10′ 22″ O |       |
| Parc Chavat                                       | Gironde              | Podensac                 | 2011  | 44° 39′ 28″ N, 0° 21′ 45″ O |       |
| Parc du château de Marrast                        | Landes               | Bordères-et-Lamensans    | 2018  | 43° 46′ 25″ N, 0° 23′ 36″ O |       |
| Parc du Sarrat                                    | Landes               | Dax                      | 2004  | 43° 42′ 03″ N, 1° 03′ 03″ O |       |
| Jardin des Barthes                                | Landes               | Saubrigues               | 2021  | 43° 35′ 15″ N, 1° 20′ 04″ O |       |
| Jardin de Mireille                                | Lot-et-Garonne       | Auriac-sur-Dropt         | 2020  | 44° 38′ 42″ N, 0° 14′ 36″ E |       |
| Jardin de Boissonna                               | Lot-et-Garonne       | Baleyssagues             | 2009  | 44° 41′ 49″ N, 0° 08′ 36″ E |       |
| Jardin du cloître Notre-Dame                      | Lot-et-Garonne       | Marmande                 | 2008  | 44° 30′ 15″ N, 0° 11′ 14″ E |       |
| Jardins de Beauchamp                              | Lot-et-Garonne       | Marmande                 | 2008  | 44° 30′ 52″ N, 0° 10′ 29″ E |       |
| Jardin de nénuphars des pépinières Latour-Marliac | Lot-et-Garonne       | Le Temple-sur-Lot        | 2004  | 44° 22′ 43″ N, 0° 31′ 15″ E |       |
| Villa Arnaga                                      | Pyrénées-Atlantiques | Cambo-les-Bains          | 2004  | 43° 22′ 00″ N, 1° 25′ 15″ O |       |
| Domaine national du château de Pau                | Pyrénées-Atlantiques | Pau                      | 2021  | 43° 17′ 42″ N, 0° 22′ 27″ O |       |
| Jardins du château de Viven                       | Pyrénées-Atlantiques | Viven                    | 2007  | 43° 27′ 31″ N, 0° 22′ 46″ O |       |
| Jardins de Cistus                                 | Deux-Sèvres          | Argentonnay              | 2015  | 46° 57′ 15″ N, 0° 23′ 23″ O |       |
| La prairie enchantée                              | Deux-Sèvres          | Exireuil                 | 2021  | 46° 26′ 24″ N, 0° 10′ 58″ O |       |
| Les Jardins du gué                                | Deux-Sèvres          | Lhoumois                 | 2013  | 46° 42′ 39″ N, 0° 08′ 42″ O |       |
| Arboretum du chemin de la découverte              | Deux-Sèvres          | Melle                    | 2006  | 46° 13′ 27″ N, 0° 08′ 33″ O |       |
| Les Roches blanches                               | Deux-Sèvres          | Le Pin                   | 2021  | 46° 52′ 10″ N, 0° 38′ 49″ O |       |
| Jardins du prieuré de Laverré                     | Vienne               | Aslonnes                 | 2004  | 46° 28′ 10″ N, 0° 18′ 56″ E |       |
| Jardin du château de Touffou                      | Vienne               | Bonnes                   | 2004  | 46° 36′ 26″ N, 0° 35′ 40″ E |       |
| Jardin du château de la Motte                     | Vienne               | Chalandray               | 2008  | 46° 39′ 41″ N, 0° 00′ 09″ O |       |
| Jardin de Fortran                                 | Vienne               | Linazay                  | 2018  | 46° 09′ 50″ N, 0° 12′ 08″ E |       |
| Jardins du château de Losmonerie                  | Haute-Vienne         | Aixe-sur-Vienne          | 2023  | 45° 48′ 17″ N, 1° 07′ 30″ E |       |
| Jardin des Vitailles                              | Haute-Vienne         | Saint-Yrieix-la-Perche   | 2020  | 45° 30′ 28″ N, 1° 14′ 10″ E |       |